# Parti républicain turc
Le Parti républicain turc (en turc : Cumhuriyetçi Türk Partisi, abrégé en CTP) est un parti politique de la république turque de Chypre du nord. Il a été fondé en 1970 par un avocat, Ahmet Mithat Berberoglu, comme une opposition à la direction chypriote turque de Fazıl Küçük et Rauf Denktaş.
Dans les années 1980, la position politique du CTP s'est déplacée vers la gauche, jusqu'à une position pro-soviétique, à la suite d'un afflux de membres qui avaient été étudiants dans les universités de Turquie. Özker Özgür a participé aux réunions de rapprochement avec le parti chypriote grec de gauche AKEL. 
Depuis 1996, le parti a été dirigé par Mehmet Ali Talat, jusqu'à son élection comme président en 2005 succédant à Rauf Denktaş. Après la chute du communisme en Europe de l'Est et l'URSS un processus naturel de changement a commencé. Le chef de file du parti est aujourd'hui Tufan Erhürman et le parti incline vers la social-démocratie.
Le parti républicain turc est pour l'unification de Chypre et Mehmet Ali Talat a entrepris des réunions hebdomadaires avec le président chypriote grec, en ce qui concerne le partage du pouvoir, les forces armées, de la propriété foncière et d'autres problèmes qui se poseraient dans le cas de l'unification de l'île.
Lors des élections législatives pour la Chambre des Représentants de Chypre du Nord le 20 janvier 2005, le CTP a remporté 44,5 % des suffrages et 24 des 50 sièges, ce qui en fait le premier parti de la RTCN. Son candidat, Mehmet Ali Talat, a remporté l’élection présidentielle de Chypre-Nord du 17 avril 2005 (avec 55,8 % des voix) et a remplacé Rauf Denktaş.
Le 30 juin 2008, le Parti républicain turc est devenu membre consultatif de l'Internationale socialiste (adhésion acceptée à l'unanimité par tous les membres, à l'exception des Chypriotes grecs du Mouvement pour la démocratie sociale).
Il perd les élections législatives du 19 avril 2009 avec 29 % des suffrages contre 44 % pour le Parti de l'unité nationale.